# Гідравлічний розподільник

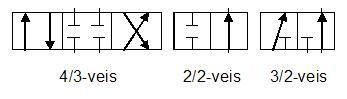
Умовні графічні позначення розподільників: чотирилінійного трипозиційного, дволінійного двопозиційного і трилінійного двопозиційного, відповідно

Гідравлічний (пневматичний) розподільник (англ. Directional control valves) — гідроапарат (пневмоапарат), призначений для зміни напрямку потоку робочої рідини (газу) у двох чи більше лініях залежно від зовнішньої керуючої дії.
Потреба у такого роду апаратах виникає тоді, коли при роботі гідросистеми необхідно змінювати напрямку потоку робочої рідини на окремих її ділянках з метою зміни напрямку руху виконавчих механізмів машини, забезпечувати задану послідовність включення в роботу цих механізмів, проводити розвантаження насоса та гідросистеми від тиску тощо.

## Класифікація гідророзподільників

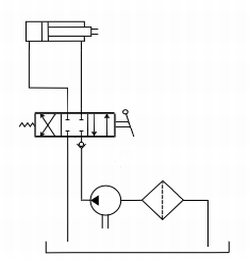
Найпростіша гідросхема на базі гідророзподільника з ручним керуванням

За рядом ознак розподільники поділяються:
- за конструкцією запірно-розподільного елемента — на золотникові, кранові і клапанні;
- за кількістю зовнішніх гідроліній — на дво-, три- і багатолінійні;
- за кількістю позицій запірно-розподільчого елемента — на дво-, три- і багатопозиційні;
- за видом керування — на розподільники з ручним, механічним, електричним, пневматичним і комбінованим керуванням;
- за способом відкриття прохідних каналів — на напрямні і дроселюючі;
- за видом робочого середовища — на гідравлічні і пневматичні.